# Порочкина, Ирина Макаровна
По́рочкина Ири́на Мака́ровна (1 февраля 1925 года, Ленинград — 20 декабря 2014 года, Санкт-Петербург) — российский литературовед, богемист, переводчик. Доцент Санкт-Петербургского университета. Сфера научной деятельности И. М. Порочкиной — чешская литература, вопросы взаимодействия славянских культур, изучение наследия первого президента Чехословакии Т. Г. Масарика.
Является автором около 200 научных работ по чешской литературе и культуре, которые публиковались в России и за рубежом. Более 60 лет преподавала на славянской кафедре филологического факультета Санкт-Петербургского государственного университета. В 2007 году была удостоена премии МИД Чехии Gratias agit за заслуги в представительстве чешской культуры за рубежом.

## Биография
И. М. Порочкина родилась в 1925 году в Ленинграде. Из блокадного города семья была эвакуирована на Южный Урал. После окончания Великой Отечественной войны Ирина Макаровна вернулась в родной город, где поступила в Ленинградский университет, став одним из первых в стране специалистов по чешскому языку и литературе. Темой дипломной работы стали первые переводы Яна Неруды на русский язык. Участвовала в создании в 1949 году славянской кафедры филологического факультета Ленинградского университета, стала первой аспиранткой по специальности чешская литература. В 1951 — 1952 годах стажировалась в Карловом университете в Праге под руководством известного чешского филолога, члена Пражского лингвистического кружка Яна Мукаржовского. В 1954 году вышла замуж за богемиста, поэта и переводчика Игоря Владимировича Иванова (1930—2003), известного под псевдонимом Игорь Инов. В 1955 году у них родился сын Александр. Супруги поддерживали тесные связи со многими видными чешскими писателями, учеными и деятелями культуры. В 1960 году И. М. Порочкина защитила кандидатскую диссертацию «Творчество Марии Пуймановой». Ввод войск в Чехословакию в 1968 году вся семья встретила в Праге, куда И. М. Порочкина и И. В. Инов были приглашены на курсы летней школы славистики. Вернувшись после этих драматических событий в СССР, супруги не скрывали своего негативного отношения к вторжению, что не могло не сказаться отрицательно на их профессиональной карьере. В 1973 г. была командирована в Самаркандский университет, где в течение месяца преподавала чешскую литературу и язык. До середины 1980-х продолжала работать на филологическом факультете ЛГУ. В 2004 г. вернулась к преподавательской деятельности на кафедре славянской филологии Санкт-Петербургского университета, где проработала до последних дней своей жизни.

## Научная деятельность
Основной сферой научных исследований И. М. Порочкиной являлась чешская литература, различные вопросы богемистики и взаимодействия славянских культур, а также славянский фольклор, словацкая литература, наследие русской эмиграции в Чехословакии. Участник и организатор множества научных конференций, автор монографии «Л. Н. Толстой и славянские народы». На славянской кафедре филологического факультета Санкт-Петербургского университета И. М. Порочкина читала лекции по чешской литературе, чешскому фольклору, теории и практике перевода, вела спецкурсы, проводила занятия по чешскому языку, руководила написанием курсовых и дипломных работ, кандидатских диссертаций.
Является ведущим российским специалистом в области изучения наследия первого президента Чехословакии Т. Г. Масарика. В последние годы жизни работала над монографией «Масарик и Россия». Её усилиями в 1997 году состоялась первая всероссийская конференция, посвященная Т. Г. Масарику. По инициативе И. М. Порочкиной и И. В. Инова и при поддержке консульства Чешской республики в 2003 году во дворе филологического факультета Санкт-Петербургского университета был установлен бюст Т. Г. Масарику, имевшему звание почетного профессора Петроградского университета (скульптор Йозеф Вайце — также автор памятника первому президенту Чехословакии, установленного в Ужгороде). Бюст стал официальным подарком Чешской республики к 300-летию Санкт-Петербурга и единственным памятником этому чешскому политику на территории Российской Федерации.
И. М. Порочкина также занималась переводческой деятельностью. Среди её работ — переводы произведений таких крупных чешских писателей как Иржи Волькер, Ярослав Гашек, Милан Кундера, Иван Ольбрахт, Мария Пуйманова, Каролина Светла, Карел Чапек, Йозеф Шкворецкий и др. Переводила чешские детективы.
Является соавтором монографии «Чехи в Санкт-Петербурге» (2003 год).
Совместно с известным богемистом Олегом Малевичем в 1995 году основала Общество братьев Чапеков, которое существует до сих пор под патронажем консульства Чешской республики в Санкт-Петербурге. C 2006 года являлась одним из редакторов «Ежегодника Общества братьев Чапеков».

## Публикации
1. К. И. Бенеш. Огненные слова. Пер. с чеш. Предисл. И. М. Порочкиной. — Л.: Изд-во иностр. лит., 1963.
2. Ян Козак. Яма. Пер. с чеш. И. М. Порочкиной. In: По второму кругу. Рассказы. — М.: Прогресс, 1965.
3. Карел Чапек. Последний эпос, или Роман для прислуги. Пер. с чеш. И. М. Порочкиной. In: Собрание сочинений в семи томах. — М.: Художественная литература, 1977. — Т. 7. — С. 334–346.
4. Порочкина И. М. Л.Н. Толстой и славянские народы. Литературно-эстетические и социально-философские взаимосвязи второй половины XIX - начала XX века. — Л.: ЛГУ, 1983.
5. Й. Фрайс, Р. Слобода. Пансионат для незамужних дам. Авториз. пер. с чеш. и словац. и предисл. И. М. Порочкиной. — Л.: Лениздат, 1990.
6. Irina Poročkinová, Igor Ivanov. Masarykův fenomén v Rusku. In: Masarykův sborník X. (1998-1998). — Masarykův ústav - Archiv AV ČR, 2000.
7. Порочкина И. М., Инов И.В. Чехи в Санкт-Петербурге. 1703–2003. — СПб.: Глобус, 2003.
8. Ежегодник Общества братьев Чапеков. Томаш Гарриг Масарик (1850-1937) и Россия (Вступительное слово и перевод И.М. Порочкиной). — СПб., 2001–2002. — Т. 4. — С. 61–69.
9. Порочкина И. М. Чешская мозаика в культурном орнаменте великого города. Ежегодник Общества братьев Чапеков. — СПб., 2002–2003. — Т. 5. — С. 3–6.
10. Irina Poročkina. "Vášnivá duše teskní" : Vladimír Holan překládá Lermontova. Hodnoty a hranice: svět v české literatuře, česká literatura ve světě: sborník příspěvků z III. kongresu světové literárněvědné bohemistiky. Vladimír Holan a jeho souputníci. — Praha: Ústav pro českou literaturu AV ČR, 2006.
11. Poročkina, Irina Makarovna. Jak se odrazil rok 1968 v literárních vztazích mezi Rusy a Čechy. In: Pražské jaro 1968. Literatura - film - média. Materiály z mezinárodní konference pořádané Literární akademií za spolupráce s Městskou knihovnou. Praha 20. - 22. května 2008. — Praha: Literární akademie, 2009. — С. 155-162.
12. Ясная Поляна. Неизвестные страницы. Составители Малевич О. М., Порочкина И.М.. — СПб.: Росток, 2013.